# 相対多数 (投票)

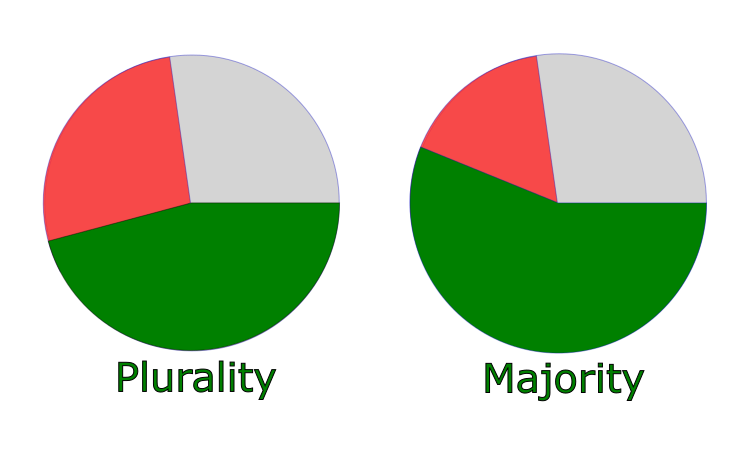
相対多数（plurarity）と、過半数（majority）の違いを表したパイチャート。最大多数では緑色のエリアは50%より少なく、過半数では50%より多い。

相対多数（そうたいたすう, 米: plurality vote, 英: relative majority）あるいは比較多数とは、政党、候補者、あるいは提案への投票において、過半数まではいかないが、他のどれよりも多くの票を獲得した状態のことを指す。
例えば、100票が投じられた中で、45票が候補者Aに、30票が候補者Bに、25票が候補者Cに入った場合、候補者Aは相対多数を獲得しているが、過半数は獲得していない。投票を行う組織のルールに応じて、勝利した候補者や提案が相対多数を獲得しているにすぎない場合がある。

## 「多数」の中での位置付け
ヘンリクス・シェルマースは「”多数”を分類する用語は完全に一貫してはいないが、ここでは”多数”を4種類に分類する」とし、「多数」を単純多数、特別多数、相対多数、絶対多数に分けた。

### 単純多数
国際組織法における多くの司法管轄において、「単純多数」は「相対多数」よりも強く、絶対多数よりは弱い要件を持ち、棄権票を除いて過半数の票が必要とされる。 シェルマースとキース・ドゥハティ、ジュリアン・エドワードはこちらの定義を採用している。
ウィリアム・ライカーは、「単純多数（英語: Simple majority）」を、棄権票を除いて複数の選択肢のうち最も多くの票を得たもの、つまり相対多数を指すとした。

### 絶対多数
シェルマースは絶対多数を「他のいかなる選択肢が同時に得票可能性のあるより多くの」票数であるとし、「複数の候補があるとして、単数選出の場合は単純多数と同様だが、複数選出の場合は異なる」と指摘した。例えば、50人の投票者が6人を選出するために300票を投じる場合、ここでの絶対多数とは「空席の数を超えて候補者が選出されないために必要な最小限の票数」であるとし、この場合は6人が同時に43票を獲得することができる一方で、7人が同時に43票を獲得することはできないため、絶対多数は43となる。42票では、7人同時に得票可能性があるため、落選する可能性があり、絶対多数とはいえない。
ドゥハティらは、投票権を持つ人のうち過半数のことを指すとし、棄権は反対と同様の意味を持つとしている。
ライカーは「絶対多数（英語: Absolute majority)」を、全体のうち過半数の票を得た状態とし、棄権を母数から除くかは場合によるとした。

### 特別多数
「特別多数（英語: Qualified majority）」は、特定の割合以上の得票を得た状態（e.g. 3分の2以上）をいう。

### 相対多数
「相対多数（英語: relative majority, plurality）」は他のすべての選択肢より多くの票を得た状態をいう。